# Terra! (programma televisivo)
Terra! è stato un programma televisivo italiano di approfondimento giornalistico, curato e condotto da Toni Capuozzo e trasmesso in seconda serata su Rete 4 dal 2012 al 2017. Il programma era realizzato e curato dalla testata giornalistica italiana Videonews; dal 2000, anno della nascita della rubrica, al 2012, era curata dal TG5 ed andava in onda su Canale 5.

## Il programma
La trasmissione andò in onda per la prima volta nella seconda serata del 4 novembre 2000 come settimanale monotematico del TG5, allora diretto da Enrico Mentana; il programma era curato dal vicedirettore Lamberto Sposini e condotto dallo storico inviato del telegiornale di Canale 5 Toni Capuozzo. Il programma sbarcò in prima serata nel luglio 2001 con una puntata dedicata ai fatti del G8 di Genova.
Dopo che la prima edizione ottenne una media di share di circa il 20 per cento, il programma riprese il 30 settembre 2001, questa volta curato nonché condotto da Toni Capuozzo.
Il programma è andato in onda il sabato (dal 4 novembre 2000 al 26 maggio 2001, dal 1º marzo al 31 maggio 2003, dal 24 gennaio al 29 maggio 2004 e dal 21 gennaio al 3 giugno 2006) e la domenica (dal 30 settembre 2001 al 23 febbraio 2003, dal 28 settembre 2003 al 18 gennaio 2004, dal 26 settembre 2004 al 6 febbraio 2005, dal 25 settembre 2005 al 15 gennaio 2006, dal 24 settembre 2006 al 5 ottobre 2008, dal 26 settembre 2010 al 26 febbraio 2012), ma anche il giovedì (nella prima edizione il 21 dicembre 2000 e dal 16 ottobre 2008 al 17 giugno 2010) e il venerdì (dall'11 febbraio al 27 maggio 2005).
Domenica 7 ottobre 2012 iniziò la tredicesima edizione del programma, che però lasciò Canale 5 e sbarcò su Rete 4 e fece riferimento alla testata giornalistica Videonews. Dal 12 novembre 2012 il programma veniva riproposto in replica anche su TGcom24, il canale all news Mediaset, ogni lunedì in prima serata alle 21:30. La trasmissione era tornata (sempre su Rete 4) da settembre 2016 al 30 novembre 2017.

## Premi e riconoscimenti
- 2003 - Premiolino[7].
- 2006 - Telegatto categoria Miglior trasmissione di informazione e approfondimento.